# 白花羊耳蒜
白花羊耳蒜（学名：Liparis amabilis）为兰科羊耳蒜属下的一个种。

## 扩展阅读
- 維基物種上的相關：白花羊耳蒜